# Rakhee Gulzar
Raakhee Majumdar, ou Raakhee ou Rakhee (née le 15 août 1947), est une actrice indienne. Également connue sous le nom de Raakhee Gulzar après son mariage avec Gulzar, elle a joué dans le cinéma bollywoodien ainsi que dans des films bengaliens. En quatre décennies de carrière, Raakhee a remporté, notamment, trois Filmfare Awards et un National Film Award. Elle est également l'actrice ayant obtenu le plus de nominations au cours de sa carrière, ex æquo avec Madhuri Dixit.

## Biographie
Raakhee est issue d'une famille bengalaise de Ranaghat (en), dans le district de Nadia du Bengale-Occidental.
En 1967, elle joue dans Badhu Baran. Elle obtient par la suite son premier rôle principal en 1970 dans Jeevan Mrityu (en), aux côtés de Dharmendra.
En 1971, elle joue dans Sharmilee (en), Lal Patthar (en) et Paras.

## Prix et distinctions
| Remporté - 1973 - Filmfare Award de la meilleure actrice dans un second rôle pour Daag: A Poem of Love (en) - 1973 - BFJA Awards, meilleure actrice de soutien (Hindi) pour Daag: A Poem of Love - 1974 - National Film Award, spécial souvenir pour son rôle dans 27 Down (en). - 1976 - Filmfare Award de la meilleure actrice pour Tapasya - 1984 - BFJA Awards, meilleure actrice pour Paroma (en) - 1989 - Filmfare Award de la meilleure actrice dans un second rôle pour Ram Lakhan - 2003 - National Film Award de la meilleure actrice dans un second rôle pour Shubho Mahurat - 2003 - Padma Shri | Nommée - 1972 - Filmfare : meilleure actrice pour son rôle dans Aankhon Aankhon Mein (en) - 1976 - Filmfare : meilleure actrice pour son rôle dans Kabhie Kabhie - 1977 - Filmfare : meilleure actrice pour son rôle dans Doosra Aadmi (en) - 1977 - Filmfare : meilleure actrice de soutien pour Doosra Aadmi (en) - 1978 - Filmfare : meilleure actrice pour son rôle dans Trishna - 1979 - Filmfare : meilleure actrice pour son rôle dans Jurmana - 1981 - Filmfare : meilleure actrice pour son rôle dans Baseraa (en) - 1983 - Filmfare : meilleure actrice pour son rôle dans Shakti - 1985 - Filmfare : meilleure actrice de soutien pour Saaheb (en) - 1993 - Filmfare : meilleure actrice de soutien pour Anari - 1995 - Filmfare : meilleure actrice de soutien pour Karan Arjun - 1997 - Filmfare : meilleure actrice de soutien pour Frontière - 1998 - Filmfare : meilleure actrice de soutien pour Soldier |

## Filmographie
- Badhu Bharan (1967)
- Baghini (en) (1968)
- Jeevan Mrityu (en) (1970) ... Deepa
- Sharmilee (en) (1971) ... Kanchan/Kamini
- Reshma Aur Shera (1971) ... Gopal's Wife
- Paaras (1971) ... Barkha Singh
- Lal Patthar (en) (1971) ... Sumita
- Wafaa (1972) ... Saraswati
- Shehzada (en) (1972) ... Chanda
- Yaar Mera (en) (1972)
- Shaadi Ke Baad (en) (1972) ... Shobha
- Janwar Aur Insaan (en) (1972)
- Be-Imaan (1972)
- Anokhi Pehchan (en) (1972)
- Aan Baan (1972) ... Rekha
- Aankhon Aankhon Mein (en) (1972) ... Parvati
- Heera Panna (en) (1973) ... Roma
- Daag (1973) ... Chandni
- Blackmail (1973) ... Asha Mehta
- Banarasi Babu (1973)
- Joshila (en) (1973) ... Sapna
- Pagli (1974)
- 27 Down (en) (1974) ... Shalini
- Chameli Memsaab (en) (1975)
- Mere Sajna (en) (1975)
- Angaarey (1975)
- Tapasya (1976) ... Indrani Sinha "Indu"
- Kabhi Kabhie (1976) ... Pooja Khanna
- Doosra Aadmi (en) (1977) ... Nisha
- Trishna (1978) ... Aarti S. Gupta
- Kasme Vaade (en) (1978) ... Suman
- Trishul (1978) ... Geeta
- Muqaddar Ka Sikandar (en) (1978) ... Kaamna
- Hamare Tumhare (en) (1979) ... Maya
- Jurmana (1979) ... Rama Sharma
- Kaala Patthar (1979) ... Dr. Sudha Sen
- Lootmaar (en) (1980) ... Raksha Bhagat
- Aanchal (1980) ... Shanti
- Hum Kadam (1980)... Indu Gupta
- Shaan (1980) ... Sheetal Kumar
- Rocky (film, 1976) (1981) ...Parvati
- Laawaris (1981) ... Vidya
- Dhuaan (en) (1981)
- Barsaat Ki Ek Raat (en) (1981)
- Anusandhan (1981) ... Rajni
- Baseraa (en) (1981) ... Sharda Balraj Kohli
- Shradhanjali (1981)
- Yeh Vaada Raha (en) (1982) ... Mrs. Sharda Rai Bahadur
- Taaqat (1982)
- Shriman Shrimati (en) (1982) ... Parvatidevi
- Bemisal (en) (1982) ... Kavita Chaturvedi (Sakhi)
- Dil Aakhir Dil Hai (1982) ... Kusum Desai
- Shakti (1982) ... Sheetal
- Bandhan Kuchchey Dhaagon Ka (en) (1983)
- Zindagi Jeene Ke Liye (1984)
- Paroma (en) (1984) ... Parama
- Anand Aur Anand (en) (1984) ... Mrs. Arun Anand
- Zameen Aasmaan (1984)
- Pighalta Aasman (en) (1985) ... Arti
- Saaheb (en) (1985) ... Sujata Sharma
- Zindagani (en) (1986) ... Sumitra Devi
- Muqaddar Ka Faisla (en) (1987) ... Laxmi
- Dacait (en) (1987) ... Devi Choudhrain
- Gold Medal (1988)
- Mere Baad (1988)
- Falak (1988) ... Durga Verma
- Ram Lakhan (1989) ... Mrs. Sharda Pratap Singh
- Santosh (en) (1989) ... Rachna
- Jeevan Ek Sangharsh (en) (1990) ... Dharam Verma
- Saugandh (1991) ... Ganga
- Pratikar (en) (1991) ... Saraswati Devi
- Rudaali (1993) ... Bhikni/Euli
- Pratimurti (1993)
- Khal Nayak (1993) ... Mrs. Aarti Prasad
- Kshatriya (1993) ... Maheshwari Devi
- Dil Ki Baazi (en) (1993) ... Nirmaladevi
- Anari (1993)
- Baazigar (1993) ... Mrs. Shobha Sharma
- Karan Arjun (1995) ... Durga Singh
- Kismat (1995) ... Geeta
- Border (1997) ... Dharamvir's mother
- Jeevan Yudh (en) (1997) ... Mrs. Rai
- Ankhon Mein Tum Ho (en) (1997) ... Ranimaa (Mrs. Burman)
- Sham Ghansham (hi) (1998) ... Ganga Satyadev Singh
- Barood (1998) ... Gayetri Sharma
- Soldier (1998) ... Geeta Malhotra
- Baadshah (1999) ... Chief Minister Gayatri Bachchan
- Ek Rishtaa (2001) ... Pratima Kapoor
- Talaash: The Hunt Begins (en) (2003) ... Purnima
- Dil Ka Rishta (2003) ... Mrs. Sharma
- Shubho Mahurat (2003) ... Ranga Pishima
- Classmates     (2009)